# اوکریتس
اوکریتس (به آلمانی: Ückeritz) یک شهر در آلمان است که در فرپومرن-گرایفسوالد واقع شده‌است. اوکریتس ۱٬۰۰۷ نفر جمعیت دارد.